# Габриэла, Сесилия
Сесилия Габриэла Вера Сандоваль (исп. Cecilia Gabriela Vera Sandoval; род. 9 января 1962, Мехико) — мексиканская актриса, снимающаяся в телесериалах, а также в театре и кино.

## Биография
Родилась 9 января 1962 года в мексиканском штате Мичоакан. С детства мечтала стать актрисой и её мечта осуществилась вскоре после рождения — в 11-ти летнем возрасте юная актриса дебютировала в качестве мастера дубляжа, озвучив роль ветеринарки в мультсериале «Улица Сезам», после чего её стали приглашать в кино и сериалы. В качестве актрисы дебютировала в 1985 году в сериале «Никто, кроме тебя» и по состоянию на сегодняшний день на её счету 39 работ — 3 фильма, 1 сериальный ситком и 35 сериалов.

## Личная жизнь
Сесилия Габриэла вышла замуж за мексиканского актёра Марко Уриеля и прожила с ним 17 лет. В 2010 году супруги развелись из-за сильно избыточного веса супруга. У семейной пары была дочь, Регина Уриель.

## Театральные постановки
- Эльза и Фрэд
- 2009 — 12 женщин в борьбе

## Фильмография

### Актриса

#### СериалыTelevisa
- 1985 — Никто, кроме тебя — Мария Хосе
- 1985 — Пожить немножко — секретарша Грегорио
- 1987—88 — Дикая Роза — Ингрид
- 1988 — Грех Оюки — Юрико
- 1989 — Карусель — Роксана де дель Сальто
- 1989 — Цветок и корица
- 1990 — Моя маленькая Соледад — Клара
- 1991 — Валерия и Максимилиано — Дульсе Ландеро
- 1993 — Последняя надежда — Дженнифер
- 1994 — Кристальная империя — Эстер Ломбардо
- 1995 — Акапулько, тело и душа — Синтия
- 1995 — На одно лицо — Магдалена
- 1997 — Любимый враг — Сесилия
- 1998 — Живу ради Елены — Чело
- 2000—01 — Личико ангела — Виктория Монтесинос
- 2000—01 — Цена твоей любви — Хулия
- 2002 — Команда спасения — Рехина Онтиверос
- 2002—03 — Таковы эти женщины — Виолета Сармона де Авила
- 2003 — Моя любимая девчонка — Консуэло Агилар
- 2003 — Дом с приведениями — Мерседес Домингес (#2)
- 2004 — Весёлая больница — мать
- 2005—07 — Мачеха — Даниэла Риверо
- 2006 — Раны любви — Берта (в титрах не указана)
- 2007 — Девочки, как вы — Вероника Васкес
- 2008—09 — Благородные мошенники
- 2008—10 — Женщины-убийцы — Сусана Сааведра
- 2008—09 — Клянусь, что люблю тебя — Леонора де Ласкано
- 2008—09 — Завтра — это навсегда — Алтаграсия Елисальде
- 2008—09 — Осторожно с ангелом — камео
- 2009—12 — Мы все к чему-то привязаны
- 2010—11 — Полная любви — Камила «Муньеко» Риверо
- 2012 — Кусочек неба — Исабель
- 2013 — Лгать, чтобы жить

#### Сериалы свыше 2-х сезонов
- 1985—2007 — Женщина, случаи из реальной жизни (22 сезона)
- 2011 — н. в. — Как говорится — Адриана (4 сезона)

#### Фильмы
- 2005 — Последняя ночь — Глория

### Актриса дубляжа

#### Мультсериалы и детские ТВ-передачи
- 1973—2009 — Улица Сезам — ветеринарка

## Награды и премии

### TVyNovelas
- 1989 — Лучшее женское откровение — «Грех Оюки» (номинация)
- 1999 — Лучшая актриса 2-го плана — «Живу ради Елены» (номинация)
- 2014 — Лучшая актриса 2-го плана — «Лгать, чтобы жить» (номинация)